# Herrenhaus Buggenhagen

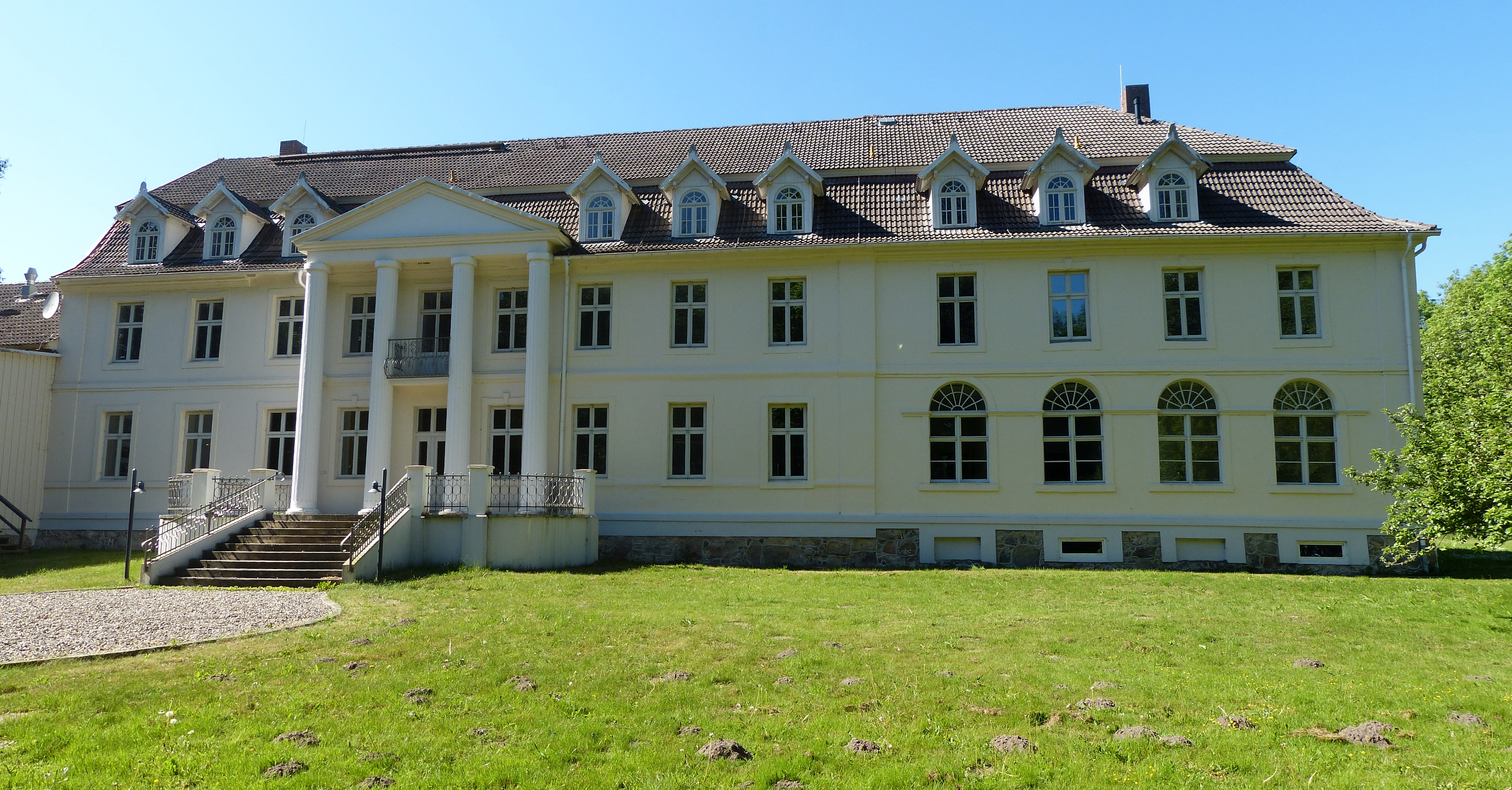
Herrenhaus Buggenhagen, Parkseite (2012)

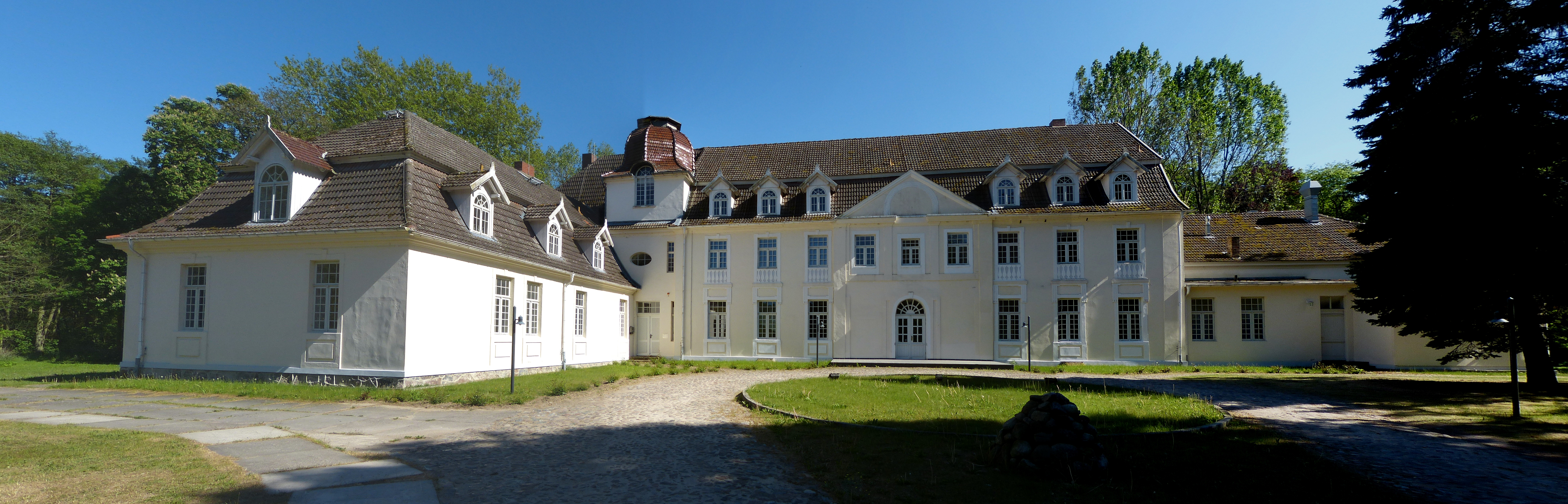
Hofseite (2012)

Das Herrenhaus Buggenhagen, auch als Schloss Buggenhagen bezeichnet, ist ein Herrenhaus in Buggenhagen im Landkreis Vorpommern-Greifswald in Mecklenburg-Vorpommern. Die Gutsanlage mit Park und einem Pferdestall steht unter Denkmalschutz.

## Geschichte
Buggenhagen war seit dem 13. Jahrhundert ein Stammsitz der adligen Familie von Buggenhagen, die bis zur Enteignung 1945 im Besitz des Gutes blieb. Einer der bekanntesten Vertreter des Adelsgeschlechts war der Major und Johanniterritter Otto von Buggenhagen (1839–1888).  Der letzte männliche Nachkomme dieses Familienzweigs, Hans-Bernd von Buggenhagen, fiel 1941 im Krieg gegen die Sowjetunion. Zu diesem Zeitpunkt gehörten dem Rittmeister a. D. und Rechtsritter des Johanniterordens Hans Detloff von Buggenhagen (1879–1943) neben Buggenhagen mit 743 ha noch das Rittergut Klotzow mit 824 ha und das Gut Wangelkow mit 329 ha. Der landwirtschaftliche Betrieb war bereits mit Lanz-Bulldog ausgestattet. Die letztgenannten Güter war an die Familie Irene Dittmer verpachtet.
Im Kern stammt der Bau aus der Mitte des 18. Jahrhunderts. Um 1840 wurde das Haus in Anlehnung an Gebäude am Pariser Platz in Berlin klassizistisch umgebaut. Bauherr war jener Zeit der Grundbesitzer Bernhard von Buggenhagen (1788–1844), respektive sein Sohn Hermann (1813–1878), beide Fideikommissherren.
Das nach der Wiedervereinigung leerstehende Haus wurde 1995 verkauft. Es wurde teilweise saniert und einige Zeit als Hotel genutzt. Nach einer weiteren Zeit des Leerstands erwarb der Kunsthistoriker Till Richter das Herrenhaus und eröffnete im August 2013 ein Museum für zeitgenössische Kunst.

## Gebäude und Anlage
Der zweigeschossige Putzbau besitzt ein Souterrain. Die nach Norden gelegene Hofseite hat eine neunachsige Hauptfassade. Der flache, im Obergeschoss dreiachsige Mittelrisalit wird durch einen Dreiecksgiebel abgeschlossen. Ein Rundbogenportal bildet den Eingang.
An der Ostseite der Nordfassade wurde ein eingeschossiger Seitenflügel mit zwei Achsen zur Straßenseite und vier Achsen zur Hofseite im rechten Winkel angefügt. In der Ecke zum Flügel befindet sich im Hauptgebäude ein niedriger Dachturm mit einer geschwungenen Haube und einer Aussichtsplattform auf dem Dach. Beim Turm befindet sich ein weiterer Eingang mit rechteckigem Portal, darüber ein Ochsenauge.
Die neunachsige Fassade der Parkseite wurde nach Osten um vier Achsen erweitert, von denen die im Untergeschoss durch Rundbogenfenster gebildet werden. Ein dreiachsiger Säulenportikus mit Dreiecksgiebel umgibt den Parkzugang. Davor befindet sich eine Terrasse mit Freitreppe.
Hauptgebäude und Ostflügel besitzen Mansarddächer mit Dachgauben. Am Westgiebel schließt sich ein zurückgesetzter eingeschossiger Flügel als Ziegelfachwerkbau mit Krüppelwalmdach an, der auf 1850 datiert wird. An seiner Südseite befindet sich eine Loggia auf Holzstützen.
Zur Gutsanlage gehört ein rohrgedeckter ehemaliger Pferdestall in Fachwerkbauweise. Das Herrenhaus ist von einem Park mit großem Baumbestand umgeben, der im Südosten an den Schloßsee grenzt.